# 시문학파
시문학파(詩文學派)는 일제강점기에 잡지 《시문학(詩文學)》을 중심으로 순수문학을 지향했던 시인들을 말한다.
해외문학파의 동인 중 다수가 참가해서 발행한 잡지로 《시문학》과 《문예월간(文藝月刊)》이 있다. 1930년에 발간된 《시문학》은 순수시(純粹詩) 동인지로서 박용철을 비롯하여 김영랑, 정인보, 변영로, 신석정, 이하윤 등이 그 중심적인 동인들이었다. 그들은 당시 절정을 이룬 구호, 사상 과잉의 카프파 시에 대하여 새로운 시어(詩語)의 연마(硏磨), 세련된 시상(詩想)으로 세칭 ‘기교파(技巧派)’의 이름으로 불리었다.
이들이 남긴 순수시 운동은 한국 현대시의 모태가 되어 뒤에 시의 주류를 형성했고, 한국시를 세련된 아름다운 경지로 비약하게 했다. 특히 이 시문학파에는 처음부터 정지용이 참가하였고 김기림도 작품을 발표하였는데, 김영랑·정지용·박용철·이하윤 등의 시는 순수 서정시의 세계를 이룩하는 데 크게 이바지했다.

## 같이 보기
- 해외문학파
- 구인회